# Bosque de Hürtgen
El bosque de Hürtgen (en alemán: Hürtgenwald) es una extensa masa forestal situada a lo largo de la frontera entre Bélgica y Alemania, al suroeste del estado federado alemán de Renania del Norte-Westfalia. Con un área de 130 kilómetros cuadrados, el bosque se encuentra dentro de un triángulo delimitado por las ciudades alemanas de Aquisgrán, Monschau y Düren. El río Rur corre a lo largo del borde oriental del bosque.

## Geografía
El bosque de Hürtgen se ubica en el extremo norte de las montañas Eifel y del parque natural Hohes Venn – Eifel. Su superficie se caracteriza por la presencia de profundos valles que se abren paso a través de amplias mesetas. A diferencia de muchas otras áreas de Alemania en donde los valles se cultivan y las colinas son boscosas, los profundos valles del bosque de Hürtgen están densamente arbolados y las mesetas de las colinas han sido despejadas para ejercer la agricultura. El terreno accidentado del bosque contrasta marcadamente con el del valle del Rin contiguo. Los caminos en el bosque son escasos, bastante sinuosos y estrechos.

## Historia
Durante la Segunda Guerra Mundial, el accidentado terreno de esta área forestal fue el escenario de la sangrienta y prolongada batalla del bosque de Hürtgen, abarcando desde el 19 de septiembre de 1944 hasta el 16 de diciembre de 1944. Los alemanes defendieron con éxito el área en un intento por ganar tiempo antes de lanzar una contraofensiva sorpresa en las Ardenas el 16 de diciembre de 1944.
El bosque fue devastado aún más por los incendios en el verano de 1945, que se encendieron cuando el clima calentó las municiones sobrantes de fósforo blanco.
El Museo del Bosque de Hürtgen de 1944 (Museum Hürtgenwald 1944 und im Frieden), inaugurado en 1983, conmemora el enfrentamiento bélico acaecido en el bosque. Hay tres cementerios de guerra alemanes: el de Hürtgenwald se inauguró en 1952 y es el lugar de descanso de cerca de cien víctimas de minas y municiones sin detonar en la posguerra.